# Arbejdsmarkedets Erhvervssikring
Arbejdsmarkedets Erhvervssikring (AES) er en del af ATP. AES’ vigtigste opgave er at træffe uafhængige og korrekte afgørelser efter arbejdsskadeloven, opgaver som tidligere lå under Arbejdsskadestyrelsen. AES behandler hvert år ca. 60.000 sager og træffer ca. 100.000 afgørelser, hvor mennesker er kommet til skade eller er blevet syge på arbejdet.
AES blev oprettet som en del af ATP i juli 2016 som led i regeringens plan for udflytning af offentlige arbejdspladser ”Bedre Balance”. AES overtog opgaver, medarbejdere og lokation fra det tidligere Arbejdsskadestyrelsen.
Anne Kristine Axelsson er direktør i AES. AES har kontorer i Hillerød, Vordingborg og Haderslev.